# Vädermärke

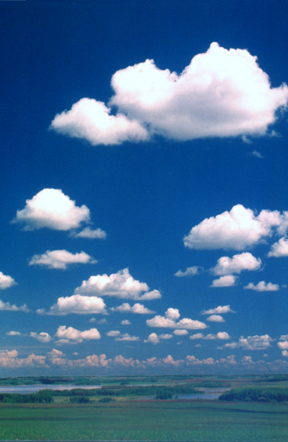
Moln av typen Cumulus humilis indikerar fint väder.

Ett vädermärke är ett uttryck som anger sambandet mellan vissa förhållanden eller iakttagelser och det väder som väntas följa. De vanligaste iakttagelserna anknyter till moln, himlakroppar, halofenomen, vind, vattenstånd och djurens beteende. Vädermärken som har anknytning till almanackan kallas kalendermärken. En dag med vädermärke kallas märkesdag. 
Astrometeorologin täcker de vädermärken som har astronomisk anknytning.
Bland vädermärkena finns de som har hög trovärdighet, medan andra kan ses som ren skrock.
Några exempel på vädermärken:
- Aftonrodnad har inget att sätta, men morgonrodnad ger en våt hätta.
- När katten kräks blir det regn.
- Anders slaskar - julen braskar.